# Cemitério de Intake (Sheffield)

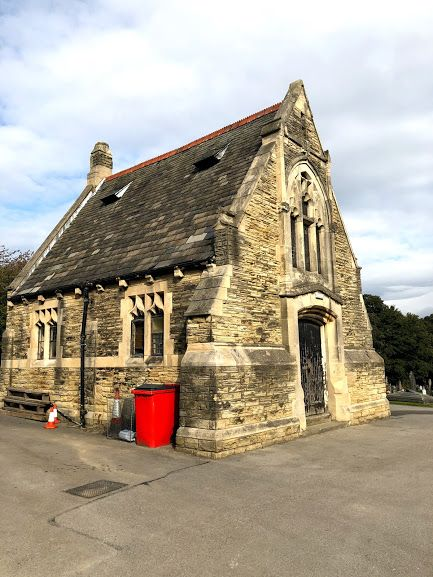
Capela do Cemitério de Intake

O Cemitério de Intake é um dos muitos cemitérios da cidade de Sheffield. O cemitério cobre 12 acres (49.000 m2), com o primeiro enterro tendo ocorrido no dia 16 de fevereiro de 1880. O cemitério possui uma capela listada como Grau II, projectada por Innocent and Brown.
O cemitério apresenta vários túmulos de guerra da Commonwealth, incluindo 21 vítimas da Segunda Guerra Mundial e 4 vítimas da Primeira Guerra Mundial.
O nome do cemitério vem do antigo City Road Cemetery, originalmente conhecido como Intake Road Cemetery.